# What About Us (bài hát của Pink)
"What About Us" (tạm dịch: Còn chúng tôi thì sao?) là một bài hát của ca sĩ/nhạc sĩ người Mĩ Pink. Bài hát được chắp bút bởi Pink, Steve Mac và Jonny McDaid, với phần sản xuất được thực hiện bởi Mac. Nó được phát hành thông qua hãng đĩa RCA vào ngày 10 tháng 8 năm 2017, như là đĩa đơn mở đường cho album phòng thu thứ bảy của Pink, Beautiful Trauma (2017) bên cạnh việc đặt mua trước album.
Bài hát dẫn đầu các bảng xếp hạng tại Úc, Latvia, Hà Lan, Ba Lan, Scotland, Slovakia, Slovenia và Thụy Sĩ. Bài hát nằm trong top 10 trên các bảng xếp hạng tại Áo, Bỉ, Canada, Croatia, Cộng hòa Séc, Pháp, Đức, Hungary, Ireland, Ý, Liban, New Zealand, Bồ Đào Nha, Slovakia, Tây Ban Nha và Vương quốc Anh. Nó cũng nằm trong top 20 trên các bảng xếp hạng tại Na Uy, Thụy Điển và Hoa Kỳ. "What About Us" được đề cử trong hạng mục Trình diễn đơn ca pop xuất sắc nhất tại Lễ trao giải Grammy lần thứ 60.

## Phát hành và quảng bá
Pink ám chỉ về một dự án sắp phát hành trong một tweet vào ngày 16 tháng 7 năm 2017. Khi một người hâm mộ hỏi cô khi nào thì có nhạc mới, Pink viết: "Vâng tôi sắp sửa quay một video vào tuần tới". Vào ngày 21 tháng 7 năm 2017, Pink chia sẻ một video từ phim trường của cô, với tựa đề: "Video #new #fyeah #itsallhappening". Ngày hôm sau, Pink chia sẻ ảnh bìa cho đĩa đơn tiếp theo của cô trên mạng xã hội, tiết lộ tên và ngày phát hành của nó.

## Sáng tác
"What About Us" được đề cập đến như là một bản club ballad cảm động và một bản quốc ca cho các sàn nhảy với tiếng trống đập mạnh và tiếng đàn synthesizer. Nó cũng được đề cập đến như là một bài hát cho các cuộc biểu tình.

## Đánh giá chuyên môn
Althea Legaspi của tạp chí Rolling Stone phát biểu: "What About Us bắt đầu với giai điệu ballad thưa thớt sau đó trở thành một bài quốc ca cho các sàn nhảy với tiếng trống đập mạnh và sự sắp xếp ăn khớp của tiếng đàn synthesizer." Patrick Crowley của tạp chí Billboard viết: "Pink lại một lần nữa từ bỏ những quy tắc đặt ra để ủng hộ cho sự đúng đắn."

## Xếp hạng
| Bảng xếp hạng (2017–18)                         | Vị trí cao nhất |
| ----------------------------------------------- | --------------- |
| Úc (ARIA)                                       | 1               |
| Áo (Ö3 Austria Top 40)                          | 3               |
| Bỉ (Ultratop 50 Flanders)                       | 2               |
| Bỉ (Ultratop 50 Wallonia)                       | 2               |
| Brazil (Brasil Hot 100 Airplay)                 | 13              |
| Canada (Canadian Hot 100)                       | 6               |
| Canada AC (Billboard)                           | 1               |
| Canada CHR/Top 40 (Billboard)                   | 2               |
| Canada Hot AC (Billboard)                       | 1               |
| Croatia (HRT)                                   | 2               |
| Cộng hòa Séc (Rádio Top 100)                    | 1               |
| Cộng hòa Séc (Singles Digitál Top 100)          | 6               |
| Đan Mạch (Tracklisten)                          | 21              |
| Euro Digital Songs (Billboard)                  | 1               |
| Pháp (SNEP)                                     | 2               |
| Trường songid là BẮT BUỘC CHO BẢNG XẾP HẠNG ĐỨC | 3               |
| Hungary (Rádiós Top 40)                         | 2               |
| Hungary (Single Top 40)                         | 3               |
| Hungary (Stream Top 40)                         | 7               |
| Ý (FIMI)                                        | 5               |
| Nhật Bản (Japan Hot 100)                        | 45              |
| Latvia (Latvijas Top 40)                        | 1               |
| Lebanon (Lebanese Top 20)                       | 2               |
| Luxembourg Digital Songs (Billboard)            | 1               |
| Mexico Airplay (Billboard)                      | 11              |
| Hà Lan (Dutch Top 40)                           | 1               |
| Hà Lan (Single Top 100)                         | 9               |
| New Zealand (Recorded Music NZ)                 | 9               |
| Na Uy (VG-lista)                                | 20              |
| Philippines (Philippine Hot 100)                | 61              |
| Ba Lan (Polish Airplay Top 100)                 | 1               |
| Bồ Đào Nha (AFP)                                | 8               |
| Romania (Romania Radio Airplay)                 | 1               |
| Russia Airplay (Tophit)                         | 81              |
| Scotland (OCC)                                  | 1               |
| Slovakia (Rádio Top 100)                        | 1               |
| Slovakia (Singles Digitál Top 100)              | 10              |
| Slovenia (SloTop50)                             | 1               |
| Tây Ban Nha (PROMUSICAE)                        | 55              |
| Thụy Điển (Sverigetopplistan)                   | 15              |
| Thụy Sĩ (Schweizer Hitparade)                   | 1               |
| Anh Quốc (OCC)                                  | 3               |
| Hoa Kỳ Billboard Hot 100                        | 13              |
| Hoa Kỳ Adult Contemporary (Billboard)           | 1               |
| Hoa Kỳ Adult Pop Airplay (Billboard)            | 1               |
| Hoa Kỳ Dance Club Songs (Billboard)             | 1               |
| Hoa Kỳ Pop Airplay (Billboard)                  | 10              |

| Bảng xếp hạng (2017)                     | Vị trí |
| ---------------------------------------- | ------ |
| Úc (ARIA)                                | 33     |
| Áo (Ö3 Austria Top 40)                   | 40     |
| Bỉ (Ultratop Flanders)                   | 29     |
| Bỉ (Ultratop Wallonia)                   | 45     |
| Canada (Canadian Hot 100)                | 59     |
| Đức (Official German Charts)             | 39     |
| Hungary (Rádiós Top 40)                  | 42     |
| Hungary (Single Top 40)                  | 21     |
| Hungary (Stream Top 40)                  | 62     |
| Ý (FIMI)                                 | 87     |
| Hà Lan (Single Top 100)                  | 62     |
| Ba Lan (ZPAV)                            | 45     |
| Slovenia (SloTop50)                      | 30     |
| Thụy Sĩ (Schweizer Hitparade)            | 25     |
| Vương quốc Anh (Official Charts Company) | 54     |
| Hoa Kỳ Billboard Hot 100                 | 84     |
| Hoa Kỳ Dance Club Songs (Billboard)      | 22     |